# Spiegler Gyula
Spiegler Gyula Sámuel (Balassagyarmat, 1838. február 5. – Budapest, 1916.) magyar–zsidó hittudós, filozófus, egyházi író, történész, Krúdy Gyula apósa.

## Élete
Gyermekéveit 15 éves koráig Holleschauban (Morvaország) töltötte. 1845-től Lepnik-ben három évig a rabbiiskolát látogatta. 1850-ben Brünnbe ment és 1853-ig az ottani műegyetemen tanult. 1854-ben Prágában egy festőgyárban nyert alkalmazást; csakhamar ezt is elhagyta és nevelősködött. 1857-ben Pestre jött és az egyetemen bölcseletet hallgatott két évig. A tanítói pályára lépett és később Budapesten tan- és nevelőintézetet alapított, amelyet 11 évig tartott fenn. 1892-ben az országos tanítói nyugdíjalapból nyugdíjaztatott és azt követően a székes-fővárosban élt.
Számos művet írt német és magyar nyelven. Megírta németül a magyarok és szabadságharcuk történetét is.

## Családja
Spiegler Gyula felesége Pollák Teréz volt, Pollák Herman 1848-as honvéd leánya.  Négy gyermekük született, akik közül a legidősebb, Arabella leánya (szül. 1868) tanítónői oklevelet szerzett. Nevét előbb Bogdán Bellára, majd Satanellára változtatja publikációi élén. 1894-ben írásait (cikkek az Egyetértés-, a Fővárosi Lapok-, az Előkelő Világ-, a Magyar Géniusz- és más, vidéki lapokból) Satanella Tárczái címmel adta ki. Arabella később Krúdy Gyulához ment feleségül.

## Művei
- Uj módszer. Az adott számból annak természetes logarithmusát és viszont logarithmusi táblák nélkül kiszámítani. A magyar Akadémia elé terjesztette. Pest, 1858. (Különnyomat az Akadémiai Értesítőből.)
- Philosophische Reflexionen über die israelitische Religion. Kassa, 1860.
- Emlékbeszéd a zsidók ügyében, . Pest. 1863.
- Védirat a vérvád ellen. Budapest, 1883.
- Héber bölcsészet. A Magyar Tudományos Akadémia segélyezésével. Budapest, 1885. (2. kiadás. A héberek bölcsészetének története, különös tekintettel a keresztény és arab bölcsészetre. Budapest, 1893.)
- Die Philosophie der Kabbala. Lipcse, 1886.
- Die Geschichte der Philosophie des Judenthums. Lipcse, 1890.
- Die Unsterblichkeit der Seele. Lipcse, 1895.
- Kurzgefasste Kritische Geschichte der ungarischen Nation. Mit besonderer Berücksichtigung der Besitzergreifung Pannoniens durch Árpád und seine Heldenschar. Budapest, 1896.
- Der Freiheitskampf der ungarischen Nation (1848–1849.) Kritisch beleuchtet. Leipzig, 1898.
- Budapest-Erzsébetváros története. Budapest, 1902.
- Adalékok Budapest székes-főváros történetéhez. Buda, Ó-buda, Erzsébet-, Teréz-, József-, Ferencváros, Kőbánya. Budapest, 1902.
- Adalékok Budapest székes-főváros történetéhez. Teréz- és Erzsébetváros. Budapest, 1904.
- Adalékok Budapest székes-főváros történetéhez. Budapest-Lipótváros. Budapest, 1907.
- Adalékok Budapest székes-főváros történetéhez. Belváros. Budapest, 1911.